# Ли, Ли Лиан
Ли Ли Ли́ан (англ. Lee Li Lian, кит. упр. 李丽连, пиньинь Lǐ Lìlián, палл. Ли Лилянь; род. 19 июля 1978, Сингапур) — сингапурский политик.

## Карьера
Член оппозиционной Рабочей партии, она была членом парламента (МП), представляющего одного члена избирательного округ Пунгогол-Ист с января 2013 года.
Вне политики, Ли работала в качестве исполнительного рабочего по развитию бизнеса в Клэппере (2000-2003), финансовым консультантом для American International Assurance (2003-2005), брокером для CIMB-GK Securities (2005-2006), менеджером по подбору персонала для Prudential Assurance (2006-2008) и старшим тренером в Great Eastern Life Assurance (2008-2013).

## Личная жизнь
Лиан замужем за телекоммуникационным консультантом Кох Чи Куном, от которого у неё есть дочь (род. 1 июля 2014).